# إدغار ديفيد فيلانويفا
إدغار ديفيد فيلانويفا هو سياسي بيروفي، ولد في 19 نوفمبر 1954 في Andahuaylas ‏ في بيرو. نشط حزبياً في Possible Peru ‏. وقد انتخب عضو مجلس الشيوخ البيروفي ‏.